# خشایار فرمانبر
خشایار کارل فرمانبر، متولد ۲۱ سپتامبر ۱۹۷۶ در تهران، یک کارآفرین و سیاستمدار سوسیال دموکرات سوئدی است که در بودن بزرگ شده‌است. او در نوامبر ۳۰ سال ۲۰۲۱ به عنوان وزیر توسعه دیجیتال سوئد در دولت اندرسون معرفی شد.
فرمانبر یک مهندس دانشگاه در زمینه فناوری کامپیوتر است و دارای مدرک بازاریابی صنعتی از دانشگاه صنعتی Luleå است. او رئیس SSU در Norrbotten 1995-2000 و عضو هیئت مدیره فدرال SSU در ۲۰۰۱–۲۰۰۳ بود.
فرمانبر در دوازده سالگی به همراه خانواده اش به عنوان پناهنده سیاسی از ایران به سوئد آمد. او که در بودن بزرگ شد، در Hornskrokens IF هندبال بازی کرد و موسیقی ساخت. او در سن ۱۵ سالگی به عضویت SSU درآمد.
پس از پایان تحصیل فرمانبار را به همراه یکی از شرکت‌های همکار آژانس۹ راه اندازی کرد. وی از سال ۲۰۰۲ تا ۲۰۱۳ مدیر عامل اجرایی این شرکت بود.